# Kyrkomusiker

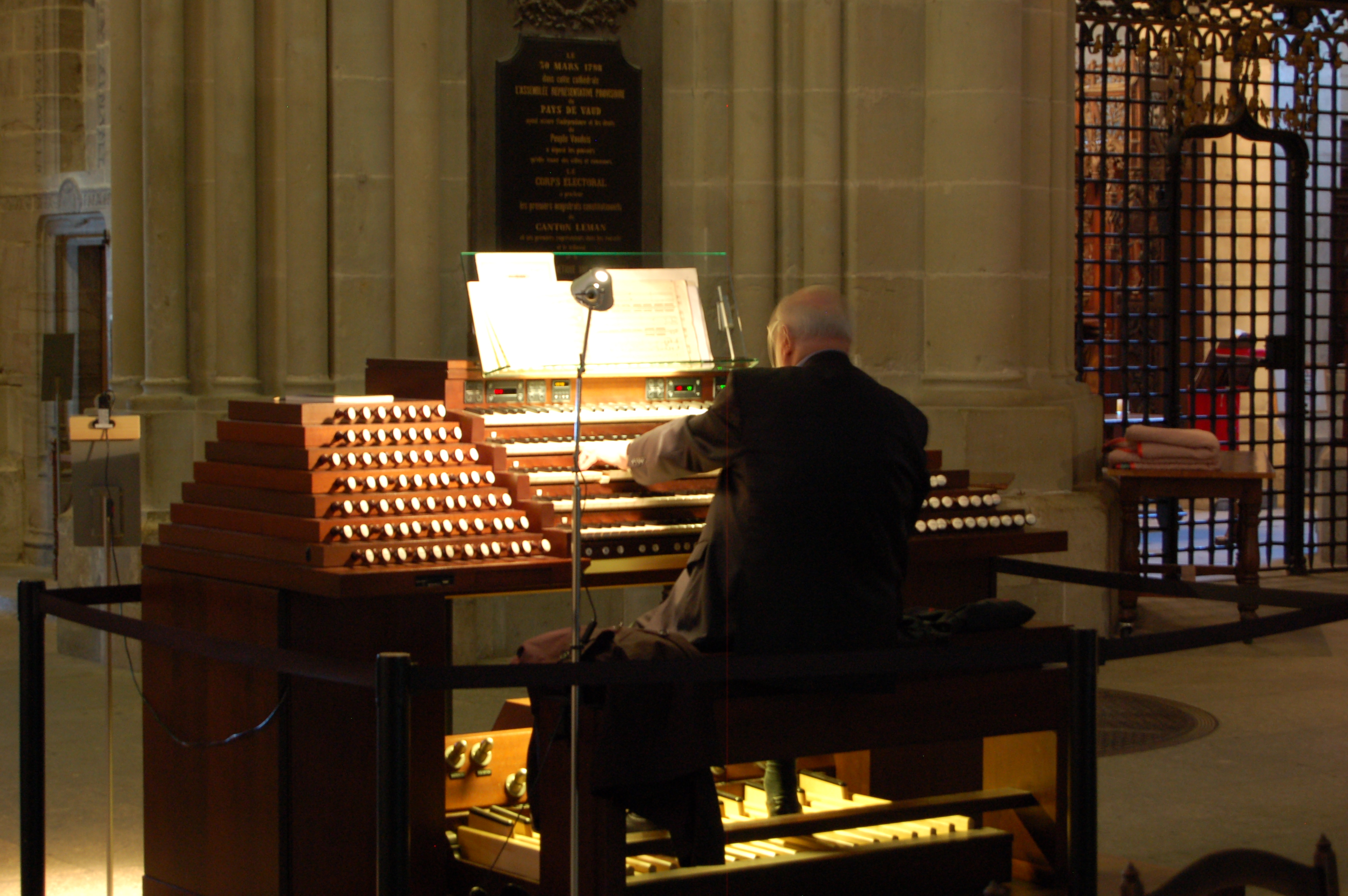
Organist

En kyrkomusiker avser en person som leder och har ett övergripande ansvar för musiken i en kristen församling, bland annat spelar orgel, leder körer. Kyrkomusiker är därmed ofta liktydigt med uppdraget som kantor.

## Kyrkomusiker i Svenska kyrkan
I Svenska kyrkan finns det i huvudsak tre titlar på av kantors/kyrkomusikertjänsten, kantor, organist och försteorganist, för vilka det fordras att tjänsteinnehavarna har behörig examina. 
För tjänst som kantor krävs det att en person har Svenska kyrkans kyrkomusikerexamen, nivå C. För en sådan examen krävs antingen en högskoleexamen i kyrkomusik, eller en tvåårig kyrkomusikerutbildning på folkhögskola samt en pastoralteologisk utbildning för kyrkomusiker från Svenska kyrkans utbildningsinstitut som är en termin lång.
För tjänst som organist krävs det att en person har Svenska kyrkans kyrkomusikerexamen, nivå B. För en sådan examen krävs en konstnärlig kandidatexamen i kyrkomusik, samt en pastoralteologiska utbildning.
För tjänst som försteorganist krävs att en person har Svenska kyrkans kyrkomusikerexamen, nivå A. För en sådan examen krävs utöver en pastoralteologisk utbildning, en konstnärlig masterexamen i kyrkomusik.
Enligt kyrkoordningen (34 kap. 1 §) ska det i varje församling finnas minst en kyrkomusiker (försteorganist, organist eller kantor). Det är upp till domkapitlet att besluta om vilken typ av kyrkomusiker som det ska vara. Därutöver ska det i varje församling där stiftets domkyrka är belägen finnas en försteorganist som benämns domkyrkoorganist, förr med särskilda tjänsteåligganden som att vara föredragande för domkapitlet i musikärenden, numera så i de fall domkapitlet beslutat om detta.
I en del församlingar i Svenska kyrkan förekommer även andra typer av anställda musiker (med tjänstebeteckningar som församlingsmusiker, musikpedagog och liknande) som ofta inte har någon form av kyrkomusikerexamen, dock "För varje församling skall det finnas anställd [ ... ] minst en kyrkomusiker som skall vara organist eller kantor [ ... ]."

### Yrkesorganisationer
Fackligt organiseras yrkesarbetande kyrkomusiker i Sverige av Lärarförbundet och Kyrkomusikernas riksförbund. Det senare är också såsom intresseorganisation öppet för andra intresserade.

## Källhänvisning
1. ↑  1 § 34 kap.  Kyrkoordning för Svenska kyrkan